# 刘海波 (导演)
刘海波（1975年—），男，吉林人，中国电视剧导演，代表作有《中国式关系》、《天盛长歌》、《三叉戟》等。